# Stari Most
Stari Most (tiếng Anh: Old Bridge), Cầu cổ Mostar là cây cầu được xây dựng từ thế kỷ 16, bắc qua sông Neretva, nối hai phần của thành phố Mostar, Bosnia và Herzegovina. Cây cầu cũ từng tồn tại được 427 năm, cho đến khi bị lực lượng Croat phá hủy vào ngày 9 tháng 11 năm 1993 trong Cuộc chiến Croat–Bosniak. Sau này, dự án xây dựng lại cầu đã được đưa ra, cầu được xây dựng lại và khánh thành vào ngày 23 tháng 7 năm 2004.
Khu Cầu cổ của Thành phố cổ Mostar này đã được đưa vào danh sách di sản thế giới năm 2005.

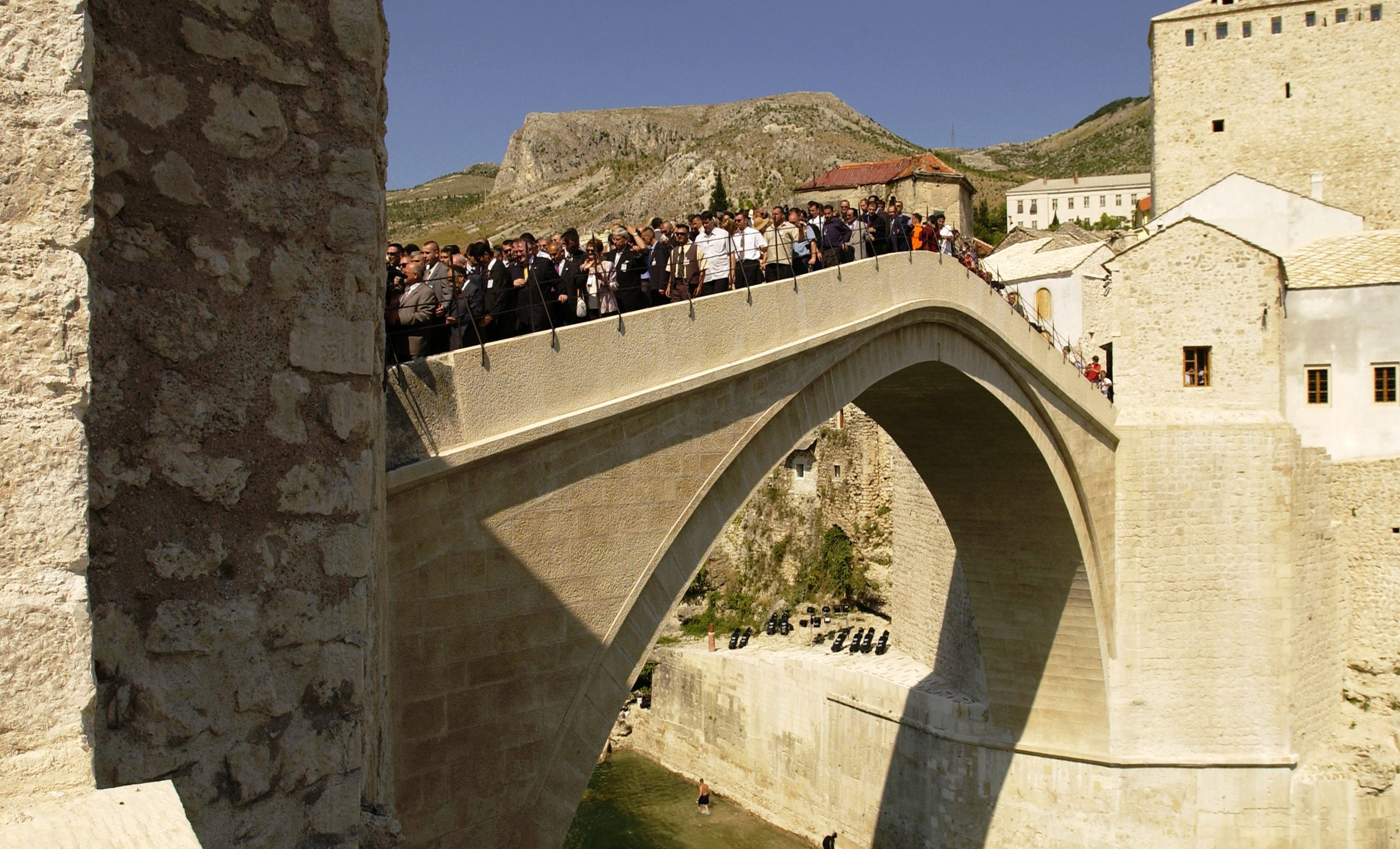

Đây là một trong những địa điểm dễ nhận biết của quốc gia này, cây cầu được xem là một hình ảnh tiêu biểu của kiến trúc hồi giáo Balkan. Nó được xây dựng bởi Mimar Hayruddin, một sinh viên và người học việc của kiến trúc sư nổi tiếng Mimar Sinan.

## Phá hủy

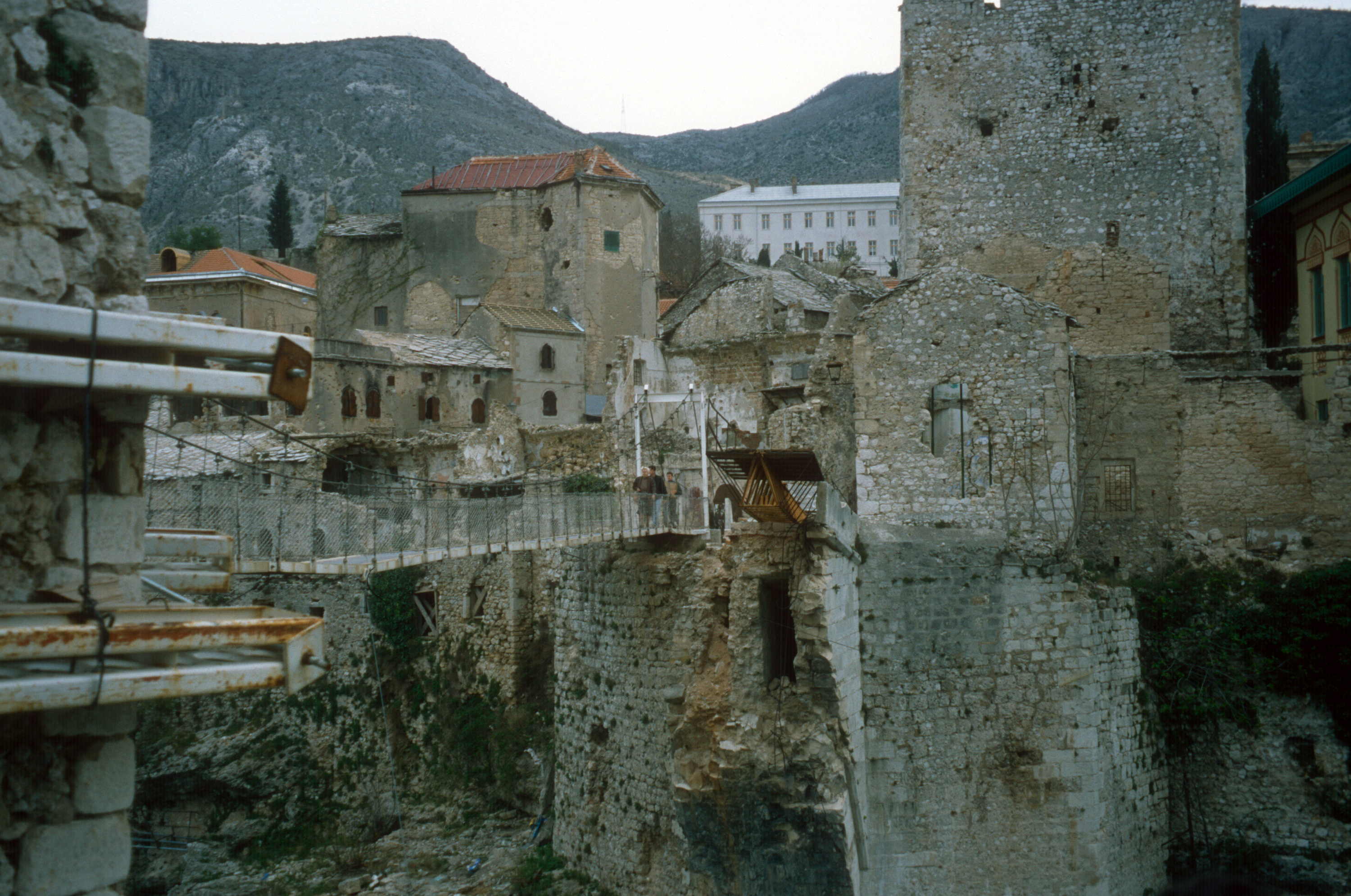
Cây cầu cáp tạm thời (ảnh năm 1997)

Cầu Cổ đứng vững 427 năm, cho đến khi nó bị phá hủy vào ngày 9 tháng 11 năm 1993 trong cuộc chiến tranh ở Bosnia và Herzegovina. Sau khi bị phá hủy, một cầu cáp tạm thời được dựng lên cùng chỗ thay thế.
Báo chí có trụ sở tại Sarajevo tường thuật hơn 60 hỏa tiễn rơi trúng chiếc cầu trước khi nó sụp đổ. Sau khi Stari Most bị phá hủy, một phát ngôn viên của người Croatia thừa nhận họ cố tình phá hủy nó, tuyên bố nó có tầm quan trọng chiến lược. Các học giả tuy nhiên lập luận cầu này có ít giá trị chiến lược và việc pháo kích cho nó sụp đi là một ví dụ về sự cố ý hủy hoại tài sản văn hóa. Andras Riedlmayer cho sự tàn phá này là hành động "giết chết ký ức", trong đó bằng chứng của một di sản văn hóa chia sẻ và chung sống hòa bình bị cố tình phá hủy.
Cả hai bên của thành phố vẫn qua lại được nhờ cây cầu cáp xây tạm thời, đến khi cầu được tái thiết bởi các kỹ sư quân đội Tây Ban Nha và Bồ Đào Nha trong sứ mệnh của Lực lượng bảo vệ Liên Hợp Quốc (UNPROFOR).